# Eugen Ott
Eugen Ott, nemški general, * 20. maj 1890, † 11. avgust 1966.